# Parti républicain centrafricain
Le Parti républicain centrafricain est un parti politique créé dans les années 1970 en Centrafrique par la femme politique Jeanne-Marie Ruth-Rolland.

## Historique
Jeanne-Marie Ruth-Rolland, conseillère du gouvernement et ministre de la promotion de la condition de la femme, fonda dans la seconde moitié des années 1970, le Parti républicain centrafricain dont elle fut la première présidente.
C'est sous cette étiquette politique qu'elle se présente aux élections générales (législatives et présidentielle) de 1993. Elle n'obtint que 1 % des voix pour l'élection présidentielle dont elle fut la première femme à se porter candidate, par contre elle remporta le siège de député de Bakouma lors des élections législatives.
Gravement malade, Jeanne-Marie fut hospitalisée à Paris en 1995 où elle mourut le 22 août 1993. 
Le Parti républicain centrafricain désigna Jacques Ngoli comme successeur. Jacques Ngoli représenta son parti à deux reprises, aux Élections législatives et présidentielle centrafricaines de 2005 et aux Élections législatives et présidentielle centrafricaines de 2011, sans succès.